# 盜版音樂

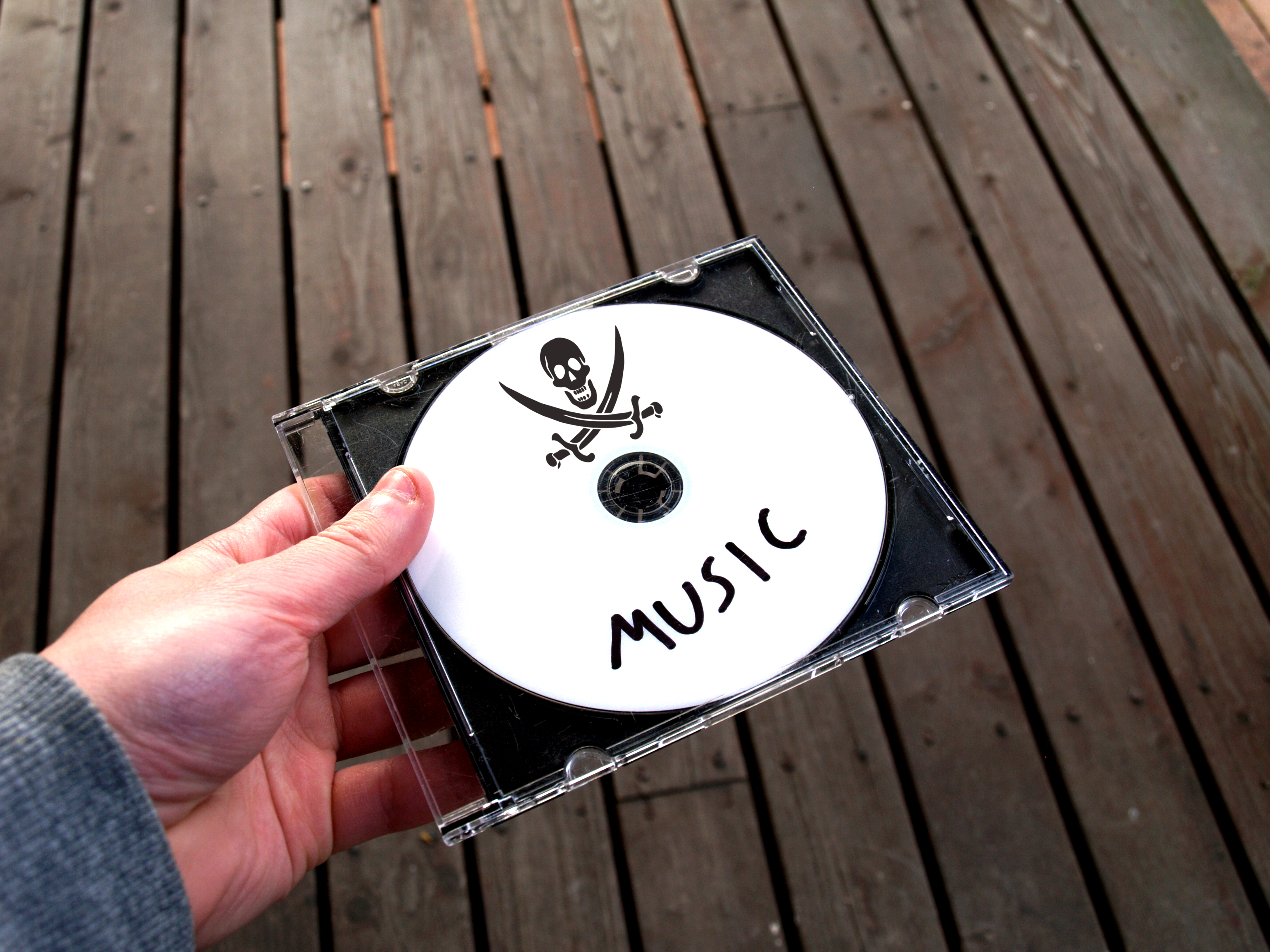
盜版音樂CD

盜版音樂（英語：Music piracy）是指未經版權所有者（如作曲家、錄音藝術家或持有版權的唱片公司）同意，擅自複製和散佈音樂錄音的行為。在當前的法律環境中，這是一種侵犯版權的行為，根據不同司法管轄區的法律，可能被視為民事侵權或刑事犯罪。20世紀末至21世紀初，關於媒體內容重新分發的倫理問題、媒體製作和發行公司的損失程度，以及什麼行為應被視為盜版的範圍，引發了許多爭議。其中，音樂盜版的案例在這些討論中尤其受到關注。

## 歷史背景
1906年8月，英国下议院通過了《1906年音樂版權法》，這項法案也被稱為T.P. O'Connor法案。這項法律的通過是因為當時許多流行音樂作家在20世紀初的樂譜盜版危機中，因盜版猖獗而陷入貧困並去世。當時，樂譜小販通常會以全價購買一份樂譜，複製後以原價的一半轉售。為了應對這種情況，音樂出版協會雇用了警察和退伍軍人，突襲印刷廠和商店，並根據允許沒收假冒財產的法律，從街頭小販手中沒收盜版樂譜。1945年，英國資訊部（British Ministry of Information）委託拍攝的電影《I'll Be Your Sweetheart》正是基於這一時期的真實事件。
隨著網際網路和數位媒體的發明，現代形式的音樂盜版開始出現。新技術的發明使得盜版過程變得更加簡單，盜版行為也因此變得更加普遍。網路用戶開始將媒體檔案上傳到網路上，過去盜版音樂的潛在風險和困難，例如實體複製的過程，都被消除了。這使得即使對技術或傳統盜版方法一無所知的人，也能輕鬆獲取媒體檔案。
第一個展示音樂盜版影響的應用程式是Napster。Napster允許用戶通過一個免費的共用伺服器交換音樂檔案，完全無視版權法。然而，在金属乐队和Dr. Dre提起的訴訟以及根據《數位千禧年著作權法》提起的另一項訴訟後，Napster迅速被關閉。其他音樂分享服務如LimeWire則繼續成為那些尋找免費音樂檔案的人的資源。這些平台也因版權法和《數位千禧年版權法》在運營幾年後被移除。在找到一些法律漏洞後，盜版開始以更合法的形式存在，例如海盜灣。這種技術上的合法性是由於網站的格式及其所在國的法律和行政管理方式。這些網站本身並不托管任何非法檔案，而是為用戶提供一個「地圖」，告訴他們如何獲取這些檔案。此外，以海盜灣為例，該網站根據瑞典法律運營，而在瑞典，這種「地圖」並不違法。

### 法律爭議
由於擔心網路盜版對潛在銷售的影響，像美國唱片業協會（RIAA）這樣的行業組織積極遊說，要求制定更嚴格的法律並對違反版權法的人實施更嚴厲的懲罰。唱片公司也轉向使用技術手段來防止複製，例如數位版權管理（DRM），但這也引發了一些爭議。這些組織試圖通過增加對音樂數位副本的控制，來防止消費者複製音樂。音樂產業普遍認為，如果沒有DRM或類似的措施，他們將難以繼續獲利。
然而，唱片公司的策略也受到批評。反對者認為，這些試圖維持銷售率的做法限制了合法聽眾自由使用和聆聽音樂的權利。當美國國會在1909年通過《版權法》時，特意給予音樂作曲家的版權控制權少於小說家，原因是擔心權利持有者的壟斷權力會扼殺後續的創意。
根據國際公認的经济合作与发展组织的觀點，現有的法律和法規可能過於廣泛和籠統，無法有效應對促進數位盜版的快速技術發展。政策制定者可能需要考慮制定一些具體條款來處理這些侵權行為，但這些條款不應過度阻礙合法的數位通訊，也不應對網際網路作為有效溝通平台、商業渠道和教育工具的角色產生不合理影響。
過去，大眾有幾種免費存取受版權保護音樂的方式，包括Napster、LimeWire和Spotify等平台。Napster是由大學生肖恩·范寧（Shawn Fanning）創建的一款免費檔案分享軟體，允許人們分享和交換MP3格式的音樂檔案。由於其簡單易用的特性，Napster迅速走紅。然而，金属乐队因版權侵權問題對該公司提起訴訟，隨後其他藝術家也跟進，最終導致Napster服務關閉。同樣地，Limewire是一款類似於Napster的免費點對點檔案分享軟體，允許電腦之間無限分享檔案，並成為當時最受歡迎的分享網絡之一。但與Napster一樣，Limewire也經歷了多次法律訴訟，最終被迫關閉。
Spotify和其他隨選串流媒體服務則提供了一種方式，讓消費者可以免費獲取音樂，同時以較小的方式為音樂人貢獻收入，而不是單純地非法下載音樂。然而，這種模式也讓消費者遠離購買實體音樂或合法下載歌曲，這嚴重減少了藝術家的收入。
根據美國唱片業協會的數據，自1999年肖恩·范寧創建Napster以來，音樂收入從146億美元下降到2013年的70億美元，減少了53%。這顯示出音樂盜版和數位化轉型對音樂產業收入的巨大影響。

### 法律執行
美國唱片業協會（RIAA）作為唱片產業的重要遊說團體，負責在美國提起大多數針對音樂盜版的訴訟。根據法律，侵犯版權的行為可能使違法者每次侵權面臨高達15萬美元的罰款，這被一些人認為是不合理的，甚至違反了憲法對殘酷和異常懲罰的保護。RIAA被指控有霸凌行為，例如在其中一起訴訟中，他們的一名律師對被告說：「你不會想再遇到像我這樣的牙醫」。在同一案件中，根據勞倫斯·雷席格的說法，「RIAA堅持不和解，直到他們讓被告傾家蕩產」。
為了進一步控制公共媒體內容的隱私並打擊盜版，2011年10月，美國眾議院代表拉馬爾·S·史密斯（Lamar S. Smith）提出了備受期待但常常引發爭議的《禁止网络盗版法案》（SOPA）。該法案的主要目標是通過擴展現有的版權侵權刑事法律，來實現阻止網路盜版的目的。法案的核心是通過提高對版權侵權嚴重性的認識，來保護內容創作者的知識產權。然而，該法案自然遭到了各方的強烈反對。例如，計算機與通信產業協會（CCIA）主席兼首席執行官愛德華·J·布萊克（Edward J. Black）在一篇文章中質疑該法案的潛在效果，他認為SOPA試圖打擊的主要盜版網站即使被關閉，也可能在幾小時後以不同的名稱重新上線。
此外，網路上也出現了強烈的抗議行動。許多知名線上組織，包括Tumblr、Facebook和Twitter，參與了1月18日的「美國審查日」活動。一些網站，如Reddit和维基百科，甚至將所有頁面完全黑屏，並將用戶重定向到抗議SOPA的訊息頁面。最終，由於激烈的抗議活動以及國會內部缺乏共識，SOPA於1月20日由其提案者拉馬爾·史密斯宣布暫停推進。

## 經濟影響
音樂盜版對音樂銷售的實際影響很難準確評估。在新古典經濟學派中，價格是由供需關係的力量共同決定的，但在數位市場中，參與者的動機和行為並不一定遵循傳統的供需模式。首先，與過去的分銷方式相比，數位分銷的成本微乎其微。此外，大多數檔案分享社群的成員會以零價格分享音樂檔案，而有些消費者即使可以輕鬆取得盜版音樂，仍然願意為正版音樂支付一定的費用，例如「Pay what you want」模式的銷售平台。
另一個問題是，由於世界上許多人非法下載音樂是因為他們無法負擔正版音樂的費用，因此並非每一次非法下載都等同於一次銷售損失。這對音樂銷售確實有一定的影響，但正如勞倫斯·雷席格所指出的，非法下載的估計數量與銷售損失的預測之間存在著巨大的不對稱性：
|  | 2002年，美國唱片業協會（RIAA）報告指出，CD銷售量從8.82億張下降到8.03億張，減少了8.9%；收入則下降了6.7%。這確認了過去幾年的趨勢。RIAA將這一趨勢歸咎於網路盜版，但實際上還有許多其他因素可能導致銷售下滑。例如，SoundScan報告顯示，自1999年以來，發行的CD數量減少了超過20%，這無疑是銷售下降的部分原因……但假設RIAA是正確的，CD銷售下降完全是由於網路分享造成的。問題在於：在RIAA估計售出8.03億張CD的同一時期，他們也估計有21億張CD被免費下載。也就是說，雖然免費下載的數量是銷售量的2.6倍，但銷售收入僅下降了6.7%……[因此]下載一首歌曲與偷竊一張CD之間存在巨大的差異。 |

愛達荷大學教授達里爾·伍利（Daryl Woolley）在2010年於《Academy of Information and Management Sciences Journal》中發表文章，分享了每年因檔案分享和音樂盜版造成的損失估計高達125億美元，其中50億美元是音樂產業直接損失的利潤。由於這種利潤損失，音樂產業被迫裁減人員。音樂盜版已成為一個嚴重的問題，以至於產業被鼓勵適應這個新時代並進行改變。

## 數位拷貝
由傑勒·詹森斯（Jelle Janssens）、斯泰恩·范達勒（Stijn Vandaele）和湯姆·范德貝肯（Tom Vander Beken）撰寫的文章《The Music Industry On (The) Line? Surviving Music Piracy In A Digital Era》分析了音樂交易中盜版的普遍性，以及其對全球CD銷售的影響。文章指出，檔案分享、MP3播放器和CD刻錄等技術發展加劇了音樂盜版問題。最常見的音樂盜版形式包括網路盜版和CD盜版。此外，文章還討論了音樂盜版與組織犯罪之間的關聯，組織犯罪被定義為以盈利為目的的非法活動。
數位產品的虛擬性（而非實體性）影響了內容生產和分銷的經濟機制，並改變了盜版在數位產品與實體產品之間的運作方式：「數位產品非實體形式的主要後果是其幾乎可以忽略不計的複製成本，以及能夠以數位方式傳遞。」光碟燒錄的成本大幅降低了唱片公司的開銷，同時也降低了音樂盜版者的成本。隨著合法和非法分銷商都傾向於線上分銷，分銷成本從印刷和運輸CD的費用進一步縮減到僅僅是維護網站的費用。然而，就檔案傳輸的總量而言，傳統的網頁伺服器和FTP伺服器分銷音樂的方式並不如點對點（P2P）技術流行，因為傳統的直接下載方法速度較慢。
2008年英國音樂權利調查顯示，80%的英國人希望有一個合法的P2P服務。這與早期在美國進行的研究結果一致，該研究是開放音樂模型（Open Music Model）的基礎。此外，調查中大多數檔案分享者更喜歡從「本地來源」獲取音樂，例如區域網路連接、电子邮件、隨身碟，或與他們認識的人直接分享。其他最常見的檔案分享方式是使用P2P技術。到2007年，P2P網絡的普及程度已經大幅提升，佔據了網路上總資訊交換量的39%。
統計數據顯示，自2010年代初以來，音樂盜版現象有所下降。根據NPD集团的調查，2012年，大約十分之一的美國網路用戶通過類似BitTorrent或LimeWire的檔案分享服務下載音樂。這一數字明顯低於2005年盜版現象高峰期的五分之一用戶使用P2P網絡獲取音樂檔案的情況。